# Neocrepidodera norica
Neocrepidodera norica là một loài bọ cánh cứng trong họ Chrysomelidae. Loài này được Weise miêu tả khoa học năm 1890.